# Typ X (Schiffstyp, 1940)
Die Standardschiffe des Typ „X“ zählen zur Gruppe der Empire-Schiffe. Sie wurden während des Zweiten Weltkriegs auf britischen Werften gebaut.

## Einzelheiten
Vor dem Hintergrund des anfangs erfolgreichen deutschen U-Boot-Krieges des Zweiten Weltkriegs kam es auf britischer Seite zu einer Verknappung von Frachtraum. Die britische Regierung ließ den Bau von Schiffen in der Werftindustrie des Vereinigten Königreichs bald nach Kriegsbeginn auf den Bau von Standardschiffen umstellen. Die ersten in Serie gebauten Stückgutschiffe waren die Typen „X“ und „Y“.
Der Entwurf des Typ „X“ fußte auf den seinerzeit üblichen britischen Trampschiffen mit einer Tragfähigkeit von rund 10.000 Tonnen. Die Aufbauten  der Schiffe waren mittschiffs angeordnet und in der Mitte durch einen Laderaum geteilt. Die Brückenaufbauten lagen vor der Luke, der Maschinenraum dahinter. Die Schiffe wurden teilweise mit einer Dreizylinder-Dampfmaschinen und teilweise mit einem Dieselmotor als Antriebsanlage ausgerüstet.
Schon 1940 entstanden Pläne des ersten Nachfolgetyps PF(A), der anders als seinerzeit üblich, aus vorbereiteten Sektionen entstand.